# Clasificación para el Campeonato Europeo de la UEFA Sub-19 2013
La Clasificación para el Campeonato Europeo de la UEFA Sub-19 2013, fue la primera ronda de la Clasificación para el Campeonato Europeo de la UEFA Sub-19 2013.

## Formato
Las 48 selecciones, se dividieron en 12 grupos de 4, cada grupo fue organizado por una selección. Al término de todos los partidos, se clasificaron directamente para la Ronda Elite las selecciones que se terminaron en el primer y segundo lugar de su respectivo grupo, más el mejor tercero.
Si dos o más equipos están empatados a puntos en la finalización de los partidos de grupo, los siguientes criterios se aplican para determinar la clasificación:
1. Mayor número de puntos obtenidos en el grupo de partidos jugados entre los equipos en cuestión.
2. Mejor diferencia de goles de los partidos de grupo jugados entre los equipos en cuestión.
3. Mayor número de goles marcados en los partidos de grupo entre los equipos jugaron en cuestión.
4. Si, después de aplicar los criterios 1) a 3) para varios equipos, dos equipos que aún tienen un mismo rango, los criterios 1) a 3) se volverá a aplicar para determinar la clasificación de estos equipos. Si este procedimiento no da lugar a una decisión, los criterios 5) y 7) se aplicará.
5. Los resultados de todos los partidos de grupo:
  1. Mejor diferencia de goles.
  2. Mayor número de goles marcados.
6. Respeto clasificación Fair Play de los equipos en cuestión.
7. Sorteo.

## Sorteo
El sorteo se realizó el 29 de noviembre de 2011, las selecciones se dividieron en 2 bombos, según el Ranking de coeficiente UEFA Sub-19. España, Serbia y Turquía fueron exentos de esta fase por tener el mejor coeficiente y Lituania no disputó el torneo de clasificación por ser el organizador del torneo.
| Bombo A | Bombo B |
| --- | --- |
| 1. Inglaterra 2. Francia 3. Bélgica 4. Portugal 5. Países Bajos 6. Irlanda 7. Alemania 8. Ucrania 9. Grecia 10. República Checa 11. Noruega 12. Rusia 13. Italia 14. Croacia 15. Suiza 16. Escocia 17. Eslovaquia 18. Austria 19. Hungría 20. Dinamarca 21. Polonia 22. Gales 23. Azerbaiyán 24. Finlandia | 25. Irlanda del Norte 26. Eslovenia 27. Bielorrusia 28. Rumania 29. Letonia 30. Bosnia y Herzegovina 31. Estonia 32. Israel 33. Islandia 34. Montenegro 35. Moldavia 36. Macedonia 37. Georgia 38. Suecia 39. Bulgaria 40. Albania 41. Kazajistán 42. Chipre 43. Armenia 44. Islas Feroe 45. Malta 46. Luxemburgo 47. San Marino 48. Andorra |

## Calendario
| Grupo    | Día, mes y año                            |
| -------- | ----------------------------------------- |
| Grupo 1  | 2-7 de noviembre de 2012                  |
| Grupo 2  | 21-26 de noviembre de 2012                |
| Grupo 3  | 9-14 de octubre de 2012                   |
| Grupo 4  | 10-15 de octubre de 2012                  |
| Grupo 5  | 11-16 de octubre de 2012                  |
| Grupo 6  | 11-16 de octubre de 2012                  |
| Grupo 7  | 12-17 de octubre de 2012                  |
| Grupo 8  | 11-16 de octubre de 2012                  |
| Grupo 9  | 9-14 de octubre de 2012                   |
| Grupo 10 | 10-15 de octubre de 2012                  |
| Grupo 11 | 26-31 de octubre de 2012                  |
| Grupo 12 | 26-28 de septiembre, 1 de octubre de 2012 |

## Grupo 1
Sede:  Hungría
     – Clasificado a la Serie Elite.
| Equipo   | Pts | PJ | PG | PE | PP | GF | GC | Dif |
| -------- | --- | -- | -- | -- | -- | -- | -- | --- |
| Austria  | 9   | 3  | 3  | 0  | 0  | 13 | 2  | 11  |
| Bulgaria | 4   | 3  | 1  | 1  | 1  | 9  | 3  | 6   |
| Hungría  | 4   | 3  | 1  | 1  | 1  | 5  | 3  | 2   |
| Andorra  | 0   | 3  | 0  | 0  | 3  | 0  | 19 | -19 |

### Partidos
| 2 de noviembre de 2012, 13:30 | Austria                                                                                                | 9:0 (3:0) | Andorra | Grosics Gyula, Tatabánya |                          |
|                               | - Frank 3' - Schaub 41' - Jäger 45+1' - Friesenbichler 53' 76' 85' - Wimmer 54' - Murg 57' - Savić 58' | Reporte   |         | Árbitro(s): Bobby Madden | Árbitro(s): Bobby Madden |

| 2 de noviembre de 2012, 13:30 | Hungría      | 1:1 (1:0) | Bulgaria     | Globall Football Park, Telki |                           |
|                               | - Szécsi 31' | Reporte   | - 46' Petkov | Árbitro(s): Aleksei Eskov    | Árbitro(s): Aleksei Eskov |

| 4 de noviembre de 2012, 13:30 | Austria         | 2:1 (0:1) | Bulgaria     | Grosics Gyula, Tatabánya     |                              |
|                               | - Frank 70' 74' | Reporte   | - 6' Angelov | Árbitro(s): Miroslav Zelinka | Árbitro(s): Miroslav Zelinka |

| 4 de noviembre de 2012, 13:30 | Local | 0:3 | Hungría | Globall Football Park, Telki, Hungría |  |
|                               |       |     |         | Árbitro(s): Aleksei Eskov             |  |

| 7 de noviembre de 2012, 13:30 | Hungría | 1:2 | Austria | Globall Football Park, Telki, Hungría |  |
|                               |         |     |         | Árbitro(s): Bobby Madden (Escocia)    |  |

| 7 de noviembre de 2012, 13:30 | Bulgaria | 7:0 | Andorra | Grosics Gyula, Tatabánya, Hungría            |  |
|                               |          |     |         | Árbitro(s): Miroslav Zelinka República Checa |  |

## Grupo 2
| Equipo     | Pts | PJ | PG | PE | PP | GF | GC | Dif |
| ---------- | --- | -- | -- | -- | -- | -- | -- | --- |
| Dinamarca  | 9   | 3  | 3  | 0  | 0  | 9  | 3  | 6   |
| Chipre     | 4   | 3  | 1  | 1  | 1  | 3  | 4  | -1  |
| Finlandia  | 3   | 3  | 1  | 0  | 2  | 2  | 4  | -2  |
| Montenegro | 1   | 3  | 0  | 1  | 2  | 3  | 6  | -3  |

| 21 de noviembre de 2012, 13:45 | Finlandia | 2:0 | Montenegro | [[ ]], [[ ]], Chipre     |  |
|                                |           |     |            | Árbitro(s): [[ ]], [[ ]] |  |

| 21 de noviembre de 2012, 13:45 | Dinamarca | 3:1 | Chipre | [[ ]], [[ ]], Chipre     |  |
|                                |           |     |        | Árbitro(s): [[ ]], [[ ]] |  |

| 23 de noviembre de 2012, 13:45 | Finlandia | 0:1 | Chipre | [[ ]], [[ ]], Chipre     |  |
|                                |           |     |        | Árbitro(s): [[ ]], [[ ]] |  |

| 23 de noviembre de 2012, 13:45 | Montenegro | 2:3 | Dinamarca | [[ ]], [[ ]], Chipre     |  |
|                                |            |     |           | Árbitro(s): [[ ]], [[ ]] |  |

| 26 de noviembre de 2012, 13:45 | Dinamarca | 3:0 | Finlandia | [[ ]], [[ ]], Chipre     |  |
|                                |           |     |           | Árbitro(s): [[ ]], [[ ]] |  |

| 26 de noviembre de 2012, 13:45 | Chipre | 1:1 | Montenegro | [[ ]], [[ ]], Chipre     |  |
|                                |        |     |            | Árbitro(s): [[ ]], [[ ]] |  |

## Grupo 3
| Equipo       | Pts | PJ | PG | PE | PP | GF | GC | Dif |
| ------------ | --- | -- | -- | -- | -- | -- | -- | --- |
| Países Bajos | 9   | 3  | 3  | 0  | 0  | 12 | 1  | 11  |
| Polonia      | 6   | 3  | 2  | 0  | 1  | 8  | 3  | 5   |
| Malta        | 3   | 3  | 1  | 0  | 2  | 4  | 10 | -6  |
| San Marino   | 0   | 3  | 0  | 0  | 3  | 0  | 10 | -10 |

| 9 de octubre de 2012, 00:00 | Polonia | 2:0 | San Marino | [[ ]], [[ ]], Polonia    |  |
|                             |         |     |            | Árbitro(s): [[ ]], [[ ]] |  |

| 9 de octubre de 2012, 00:00 | Holanda | 5:0 | Malta | [[ ]], [[ ]], Polonia    |  |
|                             |         |     |       | Árbitro(s): [[ ]], [[ ]] |  |

| 11 de octubre de 2012, 00:00 | San Marino | 0:4 | Holanda | [[ ]], [[ ]], Polonia    |  |
|                              |            |     |         | Árbitro(s): [[ ]], [[ ]] |  |

| 11 de octubre de 2012, 00:00 | Polonia | 5:0 | Malta | [[ ]], [[ ]], Polonia    |  |
|                              |         |     |       | Árbitro(s): [[ ]], [[ ]] |  |

| 14 de octubre de 2012, 00:00 | Holanda | 3:1 | Polonia | [[ ]], [[ ]], Polonia    |  |
|                              |         |     |         | Árbitro(s): [[ ]], [[ ]] |  |

| 14 de octubre de 2012, 00:00 | Malta | 4:0 | San Marino | [[ ]], [[ ]], Polonia    |  |
|                              |       |     |            | Árbitro(s): [[ ]], [[ ]] |  |

## Grupo 4
| Equipo            | Pts | PJ | PG | PE | PP | GF | GC | Dif |
| ----------------- | --- | -- | -- | -- | -- | -- | -- | --- |
| República Checa   | 7   | 3  | 2  | 1  | 0  | 5  | 2  | 3   |
| Grecia            | 4   | 3  | 1  | 1  | 1  | 3  | 2  | 1   |
| Irlanda del Norte | 4   | 3  | 1  | 1  | 1  | 9  | 4  | 5   |
| Moldavia          | 1   | 3  | 0  | 1  | 2  | 1  | 10 | -9  |

| 10 de octubre de 2012, 00:00 | Grecia | 0:0 | Moldavia | [[ ]], [[ ]], Irlanda del Norte |  |
|                              |        |     |          | Árbitro(s): [[ ]], [[ ]]        |  |

| 10 de octubre de 2012, 00:00 | República Checa | 1:1 | Irlanda del Norte | [[ ]], [[ ]], Irlanda del Norte |  |
|                              |                 |     |                   | Árbitro(s): [[ ]], [[ ]]        |  |

| 12 de octubre de 2012, 00:00 | República Checa | 2:0 | Moldavia | [[ ]], [[ ]], Irlanda del Norte |  |
|                              |                 |     |          | Árbitro(s): [[ ]], [[ ]]        |  |

| 12 de octubre de 2012, 00:00 | Irlanda del Norte | 0:2 | Grecia | [[ ]], [[ ]], Irlanda del Norte |  |
|                              |                   |     |        | Árbitro(s): [[ ]], [[ ]]        |  |

| 15 de octubre de 2012, 00:00 | Grecia | 1:2 | República Checa | [[ ]], [[ ]], Irlanda del Norte |  |
|                              |        |     |                 | Árbitro(s): [[ ]], [[ ]]        |  |

| 15 de octubre de 2012, 00:00 | Moldavia | 1:8 | Irlanda del Norte | [[ ]], [[ ]], Irlanda del Norte |  |
|                              |          |     |                   | Árbitro(s): [[ ]], [[ ]]        |  |

## Grupo 5
| Equipo              | Pts | PJ | PG | PE | PP | GF | GC | Dif |
| ------------------- | --- | -- | -- | -- | -- | -- | -- | --- |
| Alemania            | 7   | 3  | 2  | 1  | 0  | 12 | 2  | 10  |
| Irlanda             | 7   | 3  | 2  | 1  | 0  | 8  | 4  | 4   |
| Macedonia del Norte | 3   | 3  | 1  | 0  | 2  | 1  | 6  | -5  |
| Luxemburgo          | 0   | 3  | 0  | 0  | 3  | 2  | 11 | -9  |

| 11 de octubre de 2012, 00:00 | Alemania | 5:0 | Macedonia | [[ ]], [[ ]], Luxemburgo |  |
|                              |          |     |           | Árbitro(s): [[ ]], [[ ]] |  |

| 11 de octubre de 2012, 00:00 | República de Irlanda | 5:2 | Luxemburgo | [[ ]], [[ ]], Luxemburgo |  |
|                              |                      |     |            | Árbitro(s): [[ ]], [[ ]] |  |

| 13 de octubre de 2012, 00:00 | Alemania | 5:0 | Luxemburgo | [[ ]], [[ ]], Luxemburgo |  |
|                              |          |     |            | Árbitro(s): [[ ]], [[ ]] |  |

| 13 de octubre de 2012, 00:00 | Macedonia | 0:1 | República de Irlanda | [[ ]], [[ ]], Luxemburgo |  |
|                              |           |     |                      | Árbitro(s): [[ ]], [[ ]] |  |

| 16 de octubre de 2012, 00:00 | República de Irlanda | 2:2 | Alemania | [[ ]], [[ ]], Luxemburgo |  |
|                              |                      |     |          | Árbitro(s): [[ ]], [[ ]] |  |

| 16 de octubre de 2012, 00:00 | Luxemburgo | 0:1 | Macedonia | [[ ]], [[ ]], Luxemburgo |  |
|                              |            |     |           | Árbitro(s): [[ ]], [[ ]] |  |

## Grupo 6
| Equipo   | Pts | PJ | PG | PE | PP | GF | GC | Dif |
| -------- | --- | -- | -- | -- | -- | -- | -- | --- |
| Francia  | 7   | 3  | 2  | 1  | 0  | 10 | 3  | 7   |
| Portugal | 7   | 3  | 2  | 1  | 0  | 9  | 2  | 7   |
| Israel   | 3   | 3  | 1  | 0  | 2  | 6  | 10 | -4  |
| Letonia  | 0   | 3  | 0  | 0  | 3  | 3  | 13 | -10 |

| 11 de octubre de 2012, 16:00 | Francia | 2:1 | Israel | Municipal Stadium, Oliveira do Bairro, Portugal |  |
|                              |         |     |        | Árbitro(s): [[ ]], [[ ]]                        |  |

| 13 de octubre de 2012, 16:00 | Portugal | 2:0 | Letonia | Centro de Treino, Luso, Portugal |  |
|                              |          |     |         | Árbitro(s): [[ ]], [[ ]]         |  |

| 13 de octubre de 2012, 18:00 | Francia | 6:0 | Letonia | Dr. Américo Couto, Mealhada, Portugal |  |
|                              |         |     |         | Árbitro(s): [[ ]], [[ ]]              |  |

| 16 de octubre de 2012, 17:00 | Israel | 0:5 | Portugal | Municipal, Águeda, Portugal |  |
|                              |        |     |          | Árbitro(s): [[ ]], [[ ]]    |  |

| 16 de octubre de 2012, 17:00 | Portugal | 2:2 | Francia | Municipal Sergio Conceicao, Coímbra, Portugal |  |
|                              |          |     |         | Árbitro(s): [[ ]], [[ ]]                      |  |

| 6 de octubre de 2013, 15:30 | Letonia | 3:5 | Israel | Dr. Américo Couto, Mealhada, Portugal |  |
|                             |         |     |        | Árbitro(s): [[ ]], [[ ]]              |  |

## Grupo 7
| Equipo      | Pts | PJ | PG | PE | PP | GF | GC | Dif |
| ----------- | --- | -- | -- | -- | -- | -- | -- | --- |
| Bélgica     | 6   | 3  | 2  | 0  | 1  | 4  | 4  | 0   |
| Italia      | 4   | 3  | 1  | 1  | 1  | 5  | 3  | 2   |
| Bielorrusia | 4   | 3  | 1  | 1  | 1  | 3  | 2  | 1   |
| Albania     | 3   | 3  | 1  | 0  | 2  | 3  | 6  | -3  |

| 12 de octubre de 2012, 14:30 | Bélgica | 1:0 | Bielorrusia | Loni Papuçiu, Fier, Albania |  |
|                              |         |     |             | Árbitro(s): [[ ]], [[ ]]    |  |

| 12 de octubre de 2012, 18:00 | Italia | 3:0 | Albania | Flamurtari, Vlorë, Albania |  |
|                              |        |     |         | Árbitro(s): [[ ]], [[ ]]   |  |

| 14 de octubre de 2012, 14:30 | Bielorrusia | 1:1 | Italia | Loni Papuçiu, Fier, Albania |  |
|                              |             |     |        | Árbitro(s): [[ ]], [[ ]]    |  |

| 14 de octubre de 2012, 18:00 | Bélgica | 1:3 | Albania | Flamurtari, Vlorë, Albania |  |
|                              |         |     |         | Árbitro(s): [[ ]], [[ ]]   |  |

| 17 de octubre de 2012, 14:30 | Italia | 1:2 | Bélgica | Loni Papuçiu, Fier, Albania |  |
|                              |        |     |         | Árbitro(s): [[ ]], [[ ]]    |  |

| 17 de octubre de 2013, 14:30 | Albania | 0:2 | Bielorrusia | Flamurtari, Vlorë, Albania |  |
|                              |         |     |             | Árbitro(s): [[ ]], [[ ]]   |  |

## Grupo 8
| Equipo               | Pts | PJ | PG | PE | PP | GF | GC | Dif |
| -------------------- | --- | -- | -- | -- | -- | -- | -- | --- |
| Bosnia y Herzegovina | 6   | 3  | 2  | 0  | 1  | 9  | 5  | 4   |
| Noruega              | 6   | 3  | 2  | 0  | 1  | 10 | 5  | 5   |
| Eslovaquia           | 6   | 3  | 2  | 0  | 1  | 7  | 5  | 2   |
| Kazajistán           | 0   | 3  | 0  | 0  | 3  | 4  | 15 | -11 |

| 11 de octubre de 2012, 15:00 | Eslovaquia | 5:0 | Kazajistán | SRC Slavija, Sarajevo, Bosnia y Herzegovina |  |
|                              |            |     |            | Árbitro(s): [[ ]], [[ ]]                    |  |

| 11 de octubre de 2012, 15:00 | Noruega | 3:1 | Bosnia y Herzegovina | Asim Ferhatović, Sarajevo, Bosnia y Herzegovina |  |
|                              |         |     |                      | Árbitro(s): [[ ]], [[ ]]                        |  |

| 13 de octubre de 2012, 15:00 | Eslovaquia | 0:4 | Bosnia y Herzegovina | Asim Ferhatović, Sarajevo, Bosnia y Herzegovina |  |
|                              |            |     |                      | Árbitro(s): [[ ]], [[ ]]                        |  |

| 13 de octubre de 2012, 15:00 | Kazajistán | 2:6 | Noruega | SRC Slavija, Sarajevo, Bosnia y Herzegovina |  |
|                              |            |     |         | Árbitro(s): [[ ]], [[ ]]                    |  |

| 16 de octubre de 2012, 15:00 | Noruega | 1:2 | Eslovaquia | SRC Slavija, Sarajevo, Bosnia y Herzegovina |  |
|                              |         |     |            | Árbitro(s): [[ ]], [[ ]]                    |  |

| 16 de octubre de 2013, 15:00 | Bosnia y Herzegovina | 4:2 | Kazajistán | Asim Ferhatović, Sarajevo, Bosnia y Herzegovina |  |
|                              |                      |     |            | Árbitro(s): [[ ]], [[ ]]                        |  |

## Grupo 9
| Equipo  | Pts | PJ | PG | PE | PP | GF | GC | Dif |
| ------- | --- | -- | -- | -- | -- | -- | -- | --- |
| Escocia | 9   | 3  | 3  | 0  | 0  | 9  | 3  | 6   |
| Suiza   | 4   | 3  | 1  | 1  | 1  | 8  | 5  | 3   |
| Rumania | 4   | 3  | 1  | 1  | 1  | 2  | 2  | 0   |
| Armenia | 0   | 3  | 0  | 0  | 3  | 0  | 9  | -9  |

| 9 de octubre de 2012, 19:30 | Escocia | 4:0 | Armenia | New Douglas Park, Hamilton, Escocia |  |
|                             |         |     |         | Árbitro(s): [[ ]], [[ ]]            |  |

| 9 de octubre de 2012, 19:30 | Suiza | 1:1 | Rumanía | Falkirk Stadium, Falkirk, Escocia |  |
|                             |       |     |         | Árbitro(s): [[ ]], [[ ]]          |  |

| 11 de octubre de 2012, 19:30 | Escocia | 1:0 | Rumanía | Falkirk Stadium, Falkirk, Escocia |  |
|                              |         |     |         | Árbitro(s): [[ ]], [[ ]]          |  |

| 11 de octubre de 2012, 19:30 | Armenia | 0:4 | Suiza | New Douglas Park, Hamilton, Escocia |  |
|                              |         |     |       | Árbitro(s): [[ ]], [[ ]]            |  |

| 14 de octubre de 2012, 15:00 | Suiza | 3:4 | Escocia | Falkirk Stadium, Falkirk, Escocia |  |
|                              |       |     |         | Árbitro(s): [[ ]], [[ ]]          |  |

| 14 de octubre de 2013, 15:00 | Rumanía | 1:0 | Armenia | New Douglas Park, Hamilton, Escocia |  |
|                              |         |     |         | Árbitro(s): [[ ]], [[ ]]            |  |

## Grupo 10
| Equipo    | Pts | PJ | PG | PE | PP | GF | GC | Dif |
| --------- | --- | -- | -- | -- | -- | -- | -- | --- |
| Rusia     | 7   | 3  | 2  | 1  | 0  | 5  | 2  | 3   |
| Suecia    | 4   | 3  | 1  | 1  | 1  | 5  | 5  | 0   |
| Gales     | 3   | 3  | 1  | 0  | 2  | 4  | 6  | -2  |
| Eslovenia | 2   | 3  | 0  | 2  | 1  | 2  | 3  | -1  |

| 10 de octubre de 2012, 15:00 | Gales | 1:3 | Suecia | ŠRC Bakovci Stadium, Bakovci, Eslovenia |  |
|                              |       |     |        | Árbitro(s): [[ ]], [[ ]]                |  |

| 10 de octubre de 2012, 15:00 | Rusia | 0:0 | Eslovenia | Bistrica, Bistrica, Eslovenia |  |
|                              |       |     |           | Árbitro(s): [[ ]], [[ ]]      |  |

| 12 de octubre de 2012, 15:00 | Gales | 2:1 | Eslovenia | ŠRC Bakovci Stadium, Bakovci, Eslovenia |  |
|                              |       |     |           | Árbitro(s): [[ ]], [[ ]]                |  |

| 12 de octubre de 2012, 15:00 | Suecia | 1:3 | Rusia | Bistrica, Bistrica, Eslovenia |  |
|                              |        |     |       | Árbitro(s): [[ ]], [[ ]]      |  |

| 15 de octubre de 2012, 15:00 | Rusia | 2:1 | Gales | ŠRC Bakovci Stadium, Bakovci, Eslovenia |  |
|                              |       |     |       | Árbitro(s): [[ ]], [[ ]]                |  |

| 15 de octubre de 2013, 15:00 | Eslovenia | 1:1 | Suecia | Bistrica, Bistrica, Eslovenia |  |
|                              |           |     |        | Árbitro(s): [[ ]], [[ ]]      |  |

## Grupo 11
| Equipo     | Pts | PJ | PG | PE | PP | GF | GC | Dif |
| ---------- | --- | -- | -- | -- | -- | -- | -- | --- |
| Croacia    | 7   | 3  | 2  | 1  | 0  | 11 | 3  | 8   |
| Georgia    | 4   | 3  | 1  | 1  | 1  | 3  | 3  | 0   |
| Islandia   | 4   | 3  | 1  | 1  | 1  | 4  | 5  | -1  |
| Azerbaiyán | 1   | 3  | 0  | 1  | 2  | 3  | 10 | -7  |

| 26 de octubre de 2012, 15:30 | Croacia | 2:0 | Georgia | Lučko, Zagreb, Croacia   |  |
|                              |         |     |         | Árbitro(s): [[ ]], [[ ]] |  |

| 26 de octubre de 2012, 15:30 | Azerbaiyán | 1:2 | Islandia | NK HASK, Zagreb, Croacia |  |
|                              |            |     |          | Árbitro(s): [[ ]], [[ ]] |  |

| 28 de octubre de 2012, 14:00 | Croacia | 2:2 | Islandia | Sport Centre Rudeš, Zagreb, Croacia |  |
|                              |         |     |          | Árbitro(s): [[ ]], [[ ]]            |  |

| 28 de octubre de 2012, 14:00 | Georgia | 1:1 | Azerbaiyán | NK Inter Zaprešić, Zapresic, Croacia |  |
|                              |         |     |            | Árbitro(s): [[ ]], [[ ]]             |  |

| 31 de octubre de 2012, 14:00 | Azerbaiyán | 1:7 | Croacia | Sv. Josip Radnik, Sesvete, Croacia |  |
|                              |            |     |         | Árbitro(s): [[ ]], [[ ]]           |  |

| 31 de octubre de 2013, 14:00 | Islandia | 0:2 | Georgia | Siget, Zagreb, Croacia   |  |
|                              |          |     |         | Árbitro(s): [[ ]], [[ ]] |  |

## Grupo 12
| Equipo      | Pts | PJ | PG | PE | PP | GF | GC | Dif |
| ----------- | --- | -- | -- | -- | -- | -- | -- | --- |
| Inglaterra  | 7   | 3  | 2  | 1  | 0  | 10 | 1  | 9   |
| Ucrania     | 7   | 3  | 2  | 1  | 0  | 9  | 1  | 8   |
| Estonia     | 3   | 3  | 1  | 0  | 2  | 2  | 6  | -4  |
| Islas Feroe | 0   | 3  | 0  | 0  | 3  | 1  | 14 | -13 |

| 26 de septiembre de 2012, 16:00 | Ucrania | 6:0 | Islas Feroe | Kadriorg, Tallinn, Estonia |  |
|                                 |         |     |             | Árbitro(s): [[ ]], [[ ]]   |  |

| 26 de septiembre de 2012, 19:00 | Inglaterra | 3:0 | Estonia | Lilleküla Stadium, Tallinn, Estonia |  |
|                                 |            |     |         | Árbitro(s): [[ ]], [[ ]]            |  |

| 28 de septiembre de 2012, 16:00 | Islas Feroe | 0:6 | Inglaterra | Kadriorg, Tallinn, Estonia |  |
|                                 |             |     |            | Árbitro(s): [[ ]], [[ ]]   |  |

| 28 de septiembre de 2012, 19:00 | Ucrania | 2:0 | Estonia | Lilleküla Stadium, Tallinn, Estonia |  |
|                                 |         |     |         | Árbitro(s): [[ ]], [[ ]]            |  |

| 1 de octubre de 2012, 16:00 | Inglaterra | 1:1 | Ucrania | Kadriorg, Tallinn, Estonia |  |
|                             |            |     |         | Árbitro(s): [[ ]], [[ ]]   |  |

| 1 de octubre de 2012, 16:00 | Estonia | 2:1 | Islas Feroe | Lilleküla Stadium, Tallinn, Estonia |  |
|                             |         |     |             | Árbitro(s): [[ ]], [[ ]]            |  |

## Ranking de los terceros puestos
El mejor tercer puesto de los 12 grupos pasará a la siguiente ronda junto al mejor tercer lugar de cada grupo. (Se contabilizan los resultados obtenidos en contra de los ganadores y los segundos clasificados de cada grupo). El mejor tercero fue Eslovaquia.
| Grp | Equipo              | PJ | PG | PE | PP | GF | GC | DG  | Pts |
| --- | ------------------- | -- | -- | -- | -- | -- | -- | --- | --- |
| 8   | Eslovaquia          | 2  | 1  | 0  | 1  | 2  | 5  | -3  | 3   |
| 1   | Hungría             | 2  | 0  | 1  | 1  | 2  | 3  | -1  | 1   |
| 7   | Bielorrusia         | 2  | 0  | 1  | 1  | 1  | 2  | -1  | 1   |
| 9   | Rumania             | 2  | 0  | 1  | 1  | 1  | 2  | -1  | 1   |
| 11  | Islandia            | 2  | 0  | 1  | 1  | 2  | 4  | -2  | 1   |
| 4   | Irlanda del Norte   | 2  | 0  | 1  | 1  | 1  | 3  | -2  | 1   |
| 10  | Gales               | 2  | 0  | 0  | 2  | 2  | 5  | -3  | 0   |
| 2   | Finlandia           | 2  | 0  | 0  | 2  | 0  | 4  | -4  | 0   |
| 12  | Estonia             | 2  | 0  | 0  | 2  | 0  | 5  | -5  | 0   |
| 6   | Israel              | 2  | 0  | 0  | 2  | 1  | 7  | -6  | 0   |
| 5   | Macedonia del Norte | 2  | 0  | 0  | 2  | 0  | 6  | -6  | 0   |
| 3   | Malta               | 2  | 0  | 0  | 2  | 0  | 10 | -10 | 0   |